# Vatersay

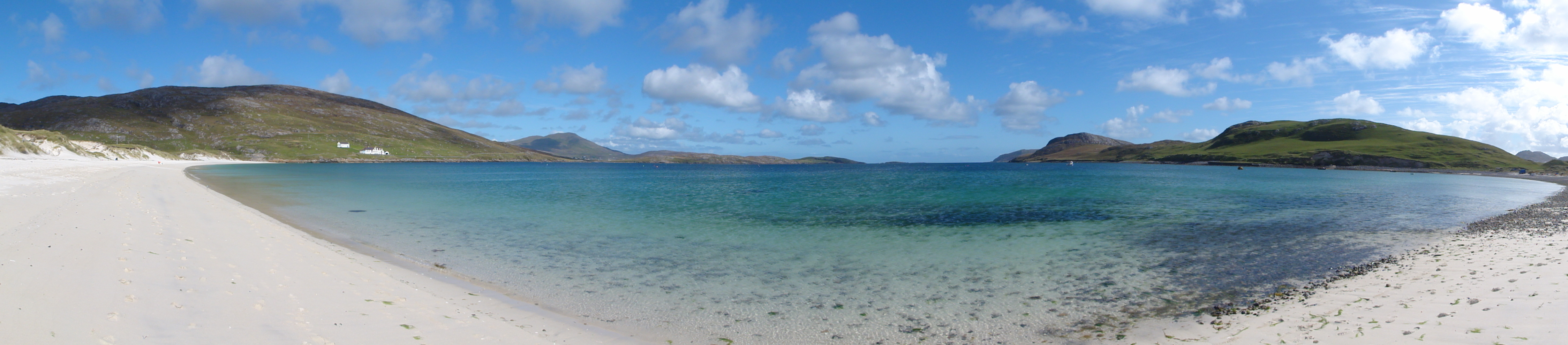
Scozia: veduta panoramica dell'isola di Vatersay

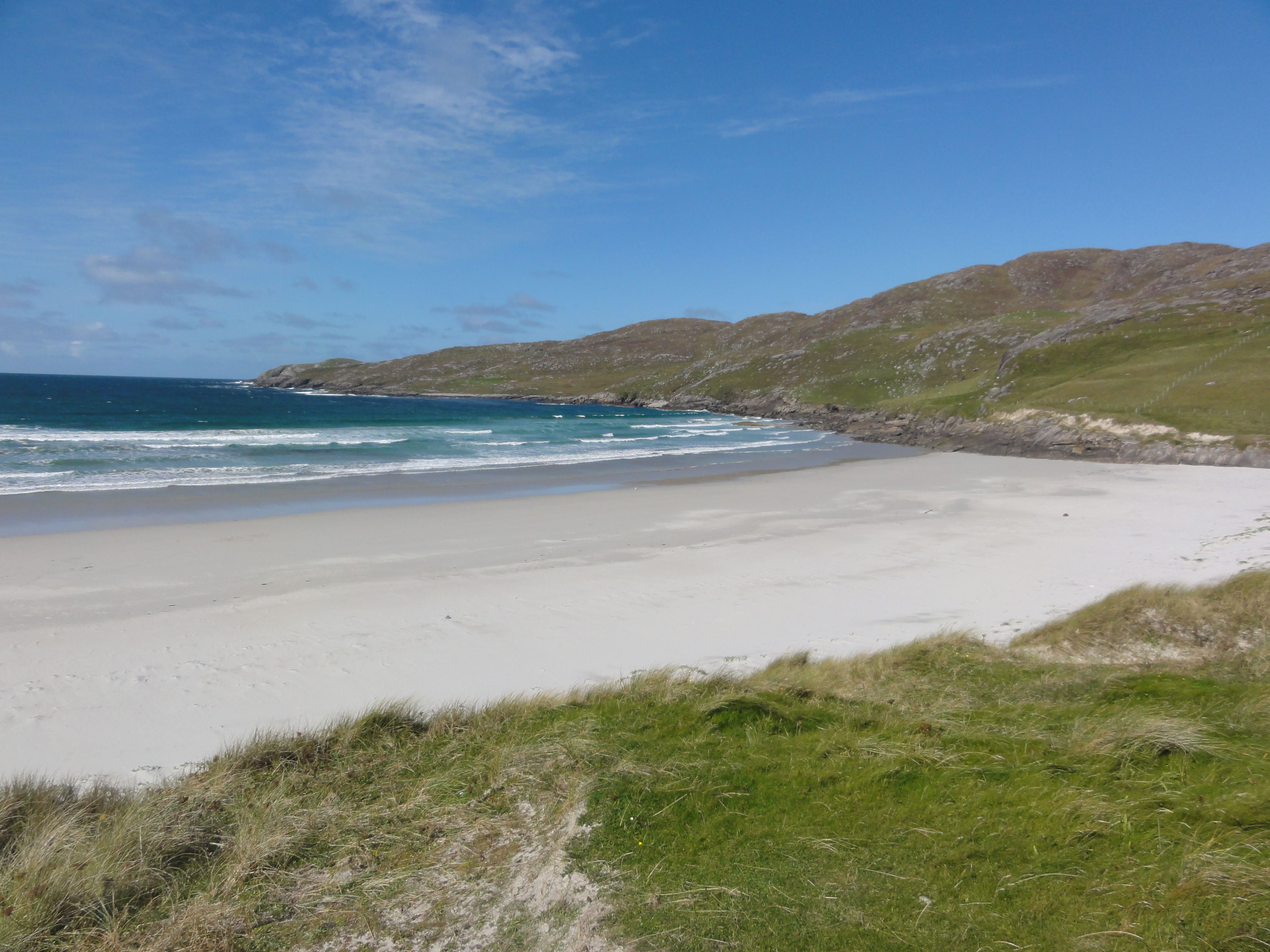
Spiaggia di Vatersay

Vatersay (in gaelico scozzese: Bhatarsaigh  ; 9,6 km²) è un'isola sull'Oceano Atlantico della Scozia nord-occidentale, facente parte dell'arcipelago delle isole Ebridi Esterne e del gruppo delle Western Islands ("Isole Occidentali"). È la più meridionale tra le isole abitate delle Western Islands e conta una popolazione di circa 70 abitanti.
Unico centro abitato di Vatersay è il villaggio omonimo.

## Geografia
Vatersay si trova a sud-ovest dell'isola di Barra, da cui e separata dal Vatersay Sound, e a nord dell'isola di Sandray.
|  |

Il suo punto più elevato è rappresentato dallo Heishival Mòr, che raggiunge un'altitudine di 190 metri.

## Demografia
Al censimento del 1991, Vatersay contava una popolazione pari a 72 abitanti.

## Storia
Il 28 settembre 1853, Vatersay fu teatro di uno spaventoso naufragio, che causò la morte di 350 persone, compresi donne e bambini.
Tra la fine del XIX secolo e gli inizi del XX secolo, l'isola divenne di proprietà di Lady Gordon Cathcart.
Nel corso del XX secolo, l'isola divenne fiorente nelle attività di allevamento di carni da macello e di pesca delle aragoste.
Divenne l'isola abitata più meridionale delle Western Islands nel 1912, quando l'isola di Mingulay fu abbandonata.